# 罗杰·勒梅尔
罗杰·勒梅尔（Roger Lemerre，1941年6月18日—），法國足球教練。

## 生平
勒梅尔的球員生涯相當平淡，一生都只效力一些不算傑出的球會，如法甲的色當、南錫和朗斯等等，一共打了十五個球季。其間他又代表過國國家隊上陣6場國際賽。自1975年起他開始轉任教練，主要還是國內一些小型球會，也曾在突尼西亞一家球會執教一年。執教了超過二十年，勒梅尔執教生涯與在球員生涯沒有大分別。
1998年他出任了法國國家隊助教，自此開始平步青雲。他先以助教身份贏得了1998年世界盃冠軍。其後他接手國家隊，贏得了2000年歐洲國家盃。2001年他也取得了聯合會盃。從獎項上看，勒梅尔在這段期間的成績，已超過了他在過去廿多年來的執教日子。可是在2002年世界盃法國隊意外地首圈出局，勒梅尔被迫辭職後，便有不少人質疑其執教能力。而評論認為他在法國國家隊所謂的「輝煌」成績，乃因為當時法國陣中有一群頂級好手在陣，如施丹、巴夫斯等等。
勒梅尔在離開法國國家隊後不久出任突尼西亞教練。在此期間他帶領突尼西亞贏得2004年非洲國家盃冠軍。不過他在任內經常起用老將，卻常遭人詬病，加上國家隊實力不足，因而2006年世界盃便首圈出局。
2008年，他被正式成為摩洛哥國家足球隊教練。

## 榮譽
執教生涯
- 歐洲國家盃冠軍: 2000
- 聯合會盃: 2001
- 非洲國家盃: 2004

## 外部連結
- 法國足總官方網頁 （页面存档备份，存于）

| 前任： 積基特 | 法國國家足球隊主教練 1998-2002 | 繼任： 辛天尼 |